# Paper
|  | Per a altres significats, vegeu «Paper (desambiguació)». |

Mides estàndards del paper d'oficina

El paper (del llatí papyrus) és una làmina constituïda per un entramat tridimensional de fibres de cel·lulosa i d'altres substàncies (minerals, coles, colorants, etc.) que permeten millorar les seves propietats i fer-lo apte per l'ús al qual està destinat.
La cel·lulosa per a la fabricació de paper s'obté principalment de la fusta (55%), d'altres fibres vegetals (9%) i del paper recuperat (16%).

## Història del paper
El paper més antic conegut utilitzat per contenir un missatge es va descobrir a la Xina i ha estat datat l'any 8 aC, sota la dinastia Han occidental (206 aC – 25). Es tracta d'una peça d'uns 10 cm², el paper va ser fet a partir de fibres de lli i és un fragment d'una carta amb una vintena de caràcters xinesos antics que han estat identificats. Va ser trobat l'any 2006 a Dunhuang, a la província de Gansu (nord-oest de la República Popular de la Xina). Abans de l'aparició del paper els escrits s'havien de conservar sobre pergamins, sobre papirs o sobre superfícies com escorça, fulles de plantes, etc. Els papirs dels egipcis eren fabricats fa més de 5.000 anys amb làmines de papir.
Una tradició xinesa explica que el paper va néixer al segle ii creat per Cai Lun, ministre d'agricultura, que el 105 hauria codificat per primer cop la tècnica de la seva fabricació i l'hauria millorat per permetre la fabricació massiva. El paper era elaborat a base de roba escaldada i de fibres d'alguns vegetals com el lli, el cànem, el bambú i la morera. Però hi ha una altra història tradicional xinesa que explica que el paper hauria aparegut al segle iii aC sota el regnat de Qin Shi Huangdi, fundador de la dinastia Qin, quan algunes persones van intentar reproduir els dipòsits d'escuma blanca que quedaven sobre les roques després de les crescudes.
Els artesans xinesos i japonesos del paper varen guardar el secret durant més de 6 segles, fins al segle viii. Després de la batalla del Talas (751), on una força formada per àrabs i kirguisos van derrotar els xinesos frenant la seva expansió cap a l'oest, els vencedors van fer presoners nombrosos xinesos dels quals van aprendre les tècniques de la fabricació del paper. Tot i que és probable que coneguessin el paper abans d'aquesta data. Samarcanda esdevindria el primer centre productor de paper del món musulmà millorant el procediment de fabricació. El paper era més fàcil de fabricar que el pergamí, amb menys probabilitats de trencar-se que el papir, i podia absorbir la tinta, dificultant l'esborrat i fent-lo ideal per portar registres. Els fabricants de paper islàmics van idear mètodes en línia de muntatge de còpia manual de manuscrits per produir edicions molt més grans que les disponibles a Europa durant segles.
El paper arribaria a Europa a través de les conquestes àrabs, el trobem a Bagdad el 793, al Caire el 900, a Xàtiva el 1056 i a Sicília el 1102. A Europa, l'exemplar de paper escrit més antic que es coneix és una carta àrab que data del 806 i es conserva als Països Baixos, a la Biblioteca Universitària de Leiden.
Després de la conquesta de Xàtiva, el 1248, tota la documentació diplomàtica es va fer en paper substituint el pergamí i constituint l'inici dels arxius oficials. Poc després, Ramon Muntaner ho menciona en la seva Crònica, dient que no bastaria tot el paper de Xàtiva per escriure les malvestats dels genovesos.

### El paper en fets concrets
- Any 1004. Construcció d'un molí paperer a Xàtiva per part d'Abú Masaifa. El paper es feia a partir de draps vells i palla d'arròs.[9]
- 1036. Documentada la fabricació de paper a Córdova.[10]
- Any 1178.Segons Gregori Mayans i Siscar el document més antic sobre paper que es conservava a Espanya era el tractat de pau entre el rei Alfons II d'Aragó i Alfons IX de Castella.[11]
- Any 1189. El bisbe de Lodève (Languedoc) per una carta de l'any 1189, autoritzava l'establiment de molins paperers sobre l'Herault.[12][13]
- Any 1272. Molí de paper de Fabriano, el més antic en terres cristianes.[14][15]
- Any 1390. En una carta redactada a Sant Boi per Bertràn de Jonqueres, el 4 d'octubre i per ordre del rei Joan I, es demana que Pere Palau lliuri el “Titus Livi” un llibre en sicilià i sobre paper.[16]
- Any 1396. El rei Joan I declara haver confiscat quatre càrregues de roba (propietat de l'abat de Sant Feliu, del bisbe de Saragossa i altre) en la vila de Figueres. La roba havia de ser portada a Barcelona per uns traginers i es va convertir en paper per a copiar les “Tres Històries de Grècia” en tres volums. La declaració es feu reconeixent els propietaris de la roba i per a exculpar els traginers.[17]
- Any 1410. Mort del rei Martí l'Humà. En el seu catàleg de més de sis-cents llibres hi constava: “…un llibre sobre la carta de navegar, escrit en català sobre paper de Xàtiva…”[18]

## El paper a Catalunya
A la península Ibèrica la fabricació del paper fou introduïda pels àrabs. Cap al 1150 Xàtiva acolliria el primer centre artesanal de paper d'Occident. Aquest coneixement s'estendria fins a Catalunya, on sorgirien també molins d'aigua per produir paper amb cànem i draps vells de cotó i lli. El comerç català va portar l'ús de paper altres zones europees, on també es crearien centres artesanals paperers, com el de Fabriano. Durant els segles XV i XVI, la competència italiana i francesa va fer perdre quota de mercat a les papereres catalanes i valencianes. Durant el segle XVIl, les papereres catalanes van revifar i es van crear nous molins paperers, vinculats a molins fariners i batans de drap formant petits nuclis de producció a l'entorn de l'aigua. A principis del XVIII, crearien el paper de fumar.
Les papereres catalanes, sobretot de Capellades, es van abocar a la producció de paper d'ensigarrar, juntament amb les valencianes d'Alcoi, i en l'època napoleònica aquest nou paper s'estendria a França. Les tropes franceses van portar el seu ús arreu d'Europa, on el tabac pràcticament no es coneixia.

## Procés de fabricació

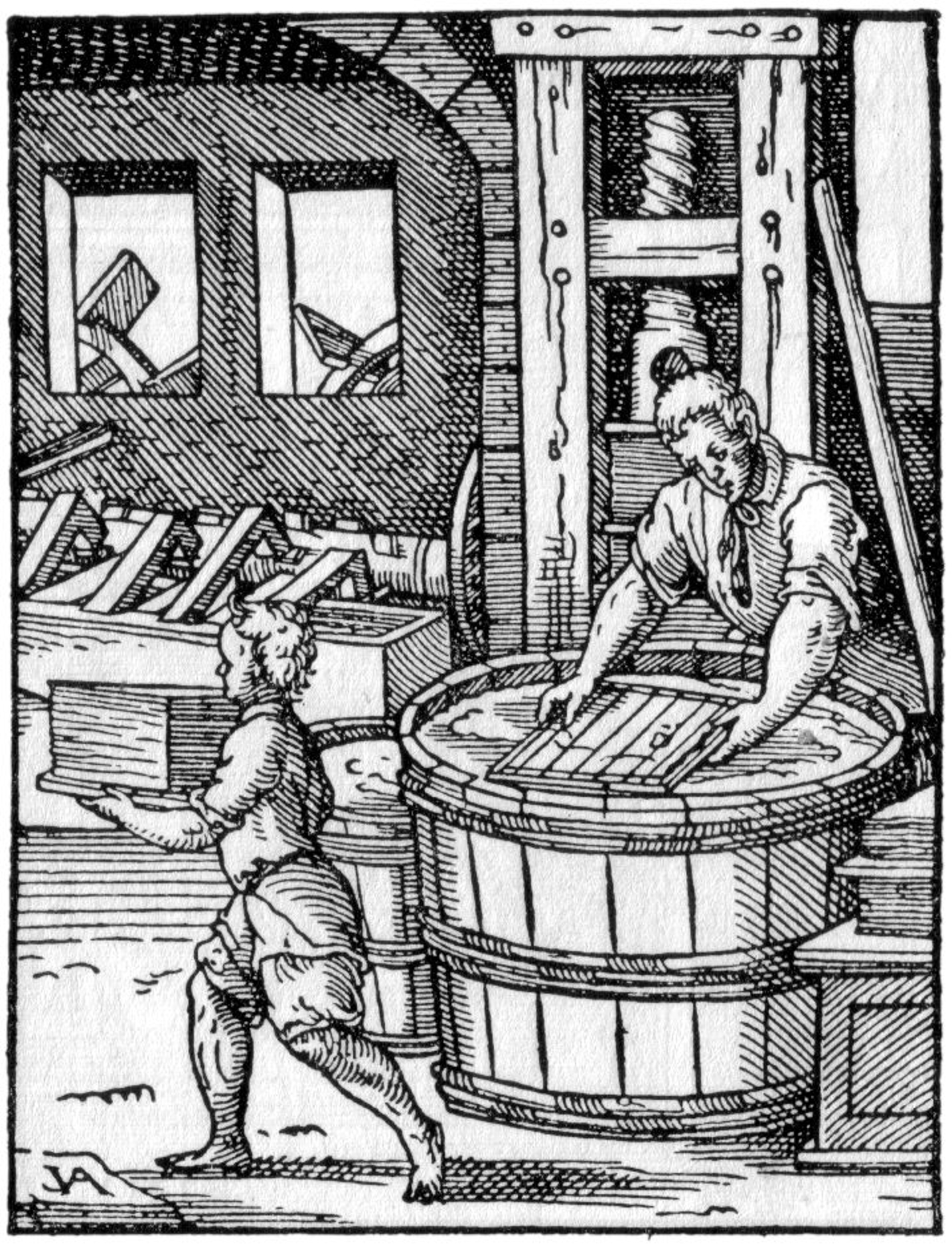
Producció de paper al

L'elaboració de paper era una feina artesana, lenta i costosa, fins al segle xix la matèria primera utilitzada a la fabricació del paper eren els draps de fibres vegetals com el lli o el cànem, materials als quals s'afegiria més tard el cotó. Però l'aparició de les fibres sintètiques a principis del segle xx va obligar a abandonar els draps com a matèria primera. Els drapaires passaven pels pobles i recollien draps vells i els portaven fins als molins paperers on en una primera fase els triaven, classificaven, tallaven i netejaven. Després es posaven a fermentar dins d'unes foses amb aigua durant unes setmanes i tot seguit passaven a ser trinxats amb l'ajut de maces de fusta de diferents tipus, aquest sistema per separar les fibres va ser inventat a Itàlia al segle xiii i habitualment era accionat per la força hidràulica. El procés durava d'un a tres dies i passava per diferents etapes on s'utilitzaven diferents maces per anar esmicolant els draps fins a quedar reduïts a una pasta fina.

### Refinament
La pasta es refina per desfibrar i tallar les fibres per tal d'adaptar al tipus de paper desitjat. D'aquest procés depèn el grau de resistència que tindrà el paper doblegat, rebentat i estripada.
El paper pot patir dos tipus de refinament: gras o magre
- El gras deixa les fibres molt hidratades dotant al paper de resistència, rigidesa i certa transparència, però li treu flexibilitat i el fa trencadís, amb dificultat pel plegat (papers vegetals, de fumar, pergamins).
- El magre deixa les fibres senceres o truncades, el que li dona al paper flexibilitat, facilitat per al plegat, gruix, tovor i opacitat (són per exemple els papers absorbents, d'impressió, offset, etc.)

### Encolat
En aquesta etapa, se li afegeix cola al paper, per evitar que sobre el paper s'escampi la tinta en imprimir o escriure. D'aquest procés depèn el grau de permeabilitat.
Es pot realitzar en dos moments: en massa o en superfície.
- En massa es realitza en el transcurs de la fabricació, en el moment en què es preparen les masses (la pasta).
- En superfície quan el paper està gairebé sec, en el terç de la sequeria.

L'encolatge consisteix en l'addició de productes hidròfobs (com coles de resina, gelatina, coles reforçades i productes fixants com el sulfat d'alúmina).
La finalitat és evitar la penetració de líquids en el paper que originen problemes de resistència i d'impressió (per exemple els caràcters poden perdre nitidesa).
L'encolat en massa retarda la penetració de líquid a través de l'embolcall cap als materials. La porositat disminueix si s'utilitzen gelatines com a cola. La blancor també disminueix, ja que les substàncies que s'empren són menys blanques que la cel·lulosa. L'opacitat també disminueix (en general l'encolat disminueix les característiques físiques dels papers com plecs, allargament, esclat, etc.)
Serveix també per afavorir la retenció del següent pas: la incorporació de càrregues i la millora de la uniformitat del color.

### Càrregues
Les càrregues són productes en pols (normalment procedents de la molta de roques) que contribueixen a donar cos al paper, a més de contribuir substancialment a aconseguir altres característiques com: disminuir la brillantor, augmentar la resistència mecànica, crear una microporositat adequada per a la seva transpirabilitat, facilitar el seu polit, augmentar el seu poder de farciment, etc. Les més utilitzades són: carbonat de calci, caolí, mica, talc, sílice, guix, sulfat de bari, etc.
Com que les càrregues són més econòmiques que la cel·lulosa, disminueix el preu del paper. Els productes de càrrega omplen tots els buits existents entre les fibres, amb la qual cosa els papers adquireixen una superfície uniforme, al mateix temps que s'estoven, redueixen la seva transparència i milloren condicions per a la impressió.
La blancor del paper, la seva brillantor o opacitat, depenen de la classe de producte de càrrega. El gra més fi, per exemple, produeix grans opacitats i una blancor més elevada. Les càrregues són productes que donen cos al paper que no té molta cel·lulosa. La proporció que se li afegeix a les pastes de càrregues varia proporcionalment a la seva qualitat (més càrrega, pitjor qualitat). S'usen càrregues: minerals (caolí, guix, talc, carbonats de calç, nitro, etc.) I orgàniques (fècula de patata, midó)

### Pigments
Igual que les càrregues, omplen els buits del paper donant més opacitat i blancor. Es diferencien d'aquestes per la manera com s'apliquen i perquè les partícules són més petites. Els pigments s'apliquen en superfície i les càrregues en massa.

### Coloració
Se li afegeixen a la pasta substàncies colorants de naturalesa mineral o orgànica (segons el tipus de paper). Els colors obtinguts de substàncies minerals són més resistents a la llum que els derivats orgànics.
Es pot afegir el color en massa (a les mescladores) o en alguns tipus de paper es fa quan es forma el full a la màquina contínua.

### Agent de Blanqueig Òptic (ABO)
L'agent de blanqueig òptic es fa servir per donar un efecte visual de major blancor al paper. Per fer-se una idea és el responsable que es vegi aquesta brillantor blavosa quan el paper està sota una llum ultraviolada.

### Lligants
A causa del caràcter orgànic de les fibres i el caràcter inorgànic dels additius (càrregues, pigments ...) es necessiten els lligants per poder unir-los entre si. Aquests creen uns "ponts" que uneixen els additius entre si i després els uneixen a la fibra. Els més utilitzats són:
- Midó
- Làtex.
- Alcohol polivinílic.

## Processos d'elaboració: (màquina contínua)

Animació que mostra la fabricació de paper a l'antiga Xina

La pasta del refinament passa a uns dipòsits de reserva (anomenats Tines) on uns aparells agitadors mantenen la pasta en continu moviment. Després passa per un depurador probabilístic i per un dinàmic o ciclònic. El depurador probabilístic separa les impureses grans i lleugeres (plàstics, estelles ...) i els dinàmics separen les impureses petites i pesants (sorres, grapes...). Després la pasta és portada a la caixa d'entrada, mitjançant el distribuïdor, que transforma la forma cilíndrica de la pasta (venia per tubs) en una làmina ampla i prima.
Després arriba a la taula de fabricació, que conté una malla metàl·lica de bronze o de plàstic, que en girar constantment sobre els rodets, fa de tamís que deixa escórrer part de l'aigua, i alhora fa un moviment de vibració transversal per entrellaçar les fibres.
Les teles transporten al paper per uns elements desgotadores o de buit, entre ells ens trobem els foils, els vacuofoils, les caixes aspirants, el rodet desgotador o "Dandy Roll" i el cilindre aspirant. La funció d'aquests elements és la d'absorbir l'aigua que està al costat de les fibres, fent que el full quedi amb un bon perfil homogeni a tot l'ample.
Després el full és passat per les premses, aquestes estan proveïdes d'unes baietes que transporten el paper i alhora absorbeixen l'aigua de la fulla quan aquesta és pressionada per les premses. El premsat en humit consta de 4 fases:
- 1a fase, compressió i saturació de la fulla: L'aire abandona els espais entre fibres i el seu espai és ocupat per l'aigua, fins a arribar a la saturació de la fulla, que és quan la fulla no pot absorbir més aigua.
- 2a fase, compressió i saturació de la baieta: Es crea una pressió hidràulica en el paper i l'aigua comença a passar del paper a la baieta fins a arribar a la saturació d'aquesta.
- 3a fase, expansió de la baieta: La baieta s'expansiona més ràpid que el paper i segueix absorbint aigua fins a la màxima sequedat del full.
- 4a fase, expansió del full: Es crea una pressió hidràulica negativa i l'aigua torna de la baieta al paper, en aquest moment cal separar la fulla de la baieta com més ràpidament millor.

Després del premsat en humit el full passa als assecadors on s'asseca mitjançant uns cilindres que són alimentats amb vapor. El full és transportat per uns draps que exerceixen una pressió sobre els assecadors per facilitar l'evaporació de l'aigua de la fulla.
Dels assecadors el paper arriba a la calàndria o calandra. Aquests són cilindres superposats verticalment i estrets entre si que en el seu interior pot circular vapor per escalfar el paper, o aigua per refrescar (segons el tipus de paper que es vulgui fabricar). Així se li dona al paper un lleuger allisat que pot ser definitiu (si s'està fabricant paper allisat) o preparatori per a la calàndria de satinat (que segons la intensitat de la pressió dels cilindres, s'obtenen diferents setinats). Aquest procés a més d'allisar i compactar l'estructura del paper, dona més brillantor a la superfície del paper.
Finalment el paper arriba al plegador on es procedeix a recollir-lo en una bobina.

## Característiques tècniques
Segons l'ús al qual vagi dirigit, necessita unes característiques tècniques específiques. Per a això es mesuren les qualitats del paper.
Les més comunes són:
- Pes - Gramatge: Pes en grams per unitat de superfície (g/m²). Antigament es mesurava pel pes d'una raima, una dotzena de dotzenes de plecs, sent cada plec de la mida de 8 fulles, de l'antic mida foli (215 mm x 315 mm). Actualment, la raima té el valor de 20 mans, i una mà de vint-i-cinc fulls, per tant una raima són 500 fulls.
- Longitud de ruptura: Es mesura la quantitat de paper (en milers de metres) necessària per trencar una tira de paper pel seu propi pes.
- Desgarrament: Resistència que ofereix el paper a la continuació d'un esquinç.
- Resistència a l'esclat: Resistència que ofereix el paper a la ruptura per pressió en una de les seves cares.
- Rigidesa: Resistència al plegat d'una mostra de paper.
- Dobles plecs: Quantitat de doblecs que suporta una mostra fins a la seva ruptura.
- Porositat: Es mesura la quantitat d'aire que travessa una mostra de paper.
- Blancor: Grau de blancor.
- Opacitat: És la propietat del paper que redueix o evita el pas de la llum a través de la fulla. És el contrari a la transparència.
- Estabilitat dimensional: Bàsicament l'estabilitat dimensional fa referència a les modificacions en mida d'un full de paper depenent de les condicions d'humitat en l'ambient. Això vol dir que depenent de la humitat el paper botiguera a variar la seva mida, sol fer-ho en direcció de les fibres (fusiforme) pel que es pot predir aproximadament com es deforma.
- Ascensió capil·lar: Alçada en mm que arriba l'aigua en una mostra parcialment submergida.
- Planitud: Alguns dels canvis anteriorment enumerats incideixen en la planitud del paper, això últim és un factor important per a la impressió offset.

## Producció mundial
| Posició                                         | País          | Producció (en Mt) | Principals països productors de paper i cartró. | Posició | País          | Producció (en Mt) |
| 1                                               | Estats Units  | 80,8              | Principals països productors de paper i cartró. | 11      | Brasil        | 7,8               |
| 2                                               | Xina          | 37,9              | Principals països productors de paper i cartró. | 12      | Indonèsia     | 7                 |
| 3                                               | Japó          | 30,5              | Principals països productors de paper i cartró. | 13      | Regne Unit    | 6,5               |
| 4                                               | Canadà        | 20,1              | Principals països productors de paper i cartró. | 14      | Rússia        | 6,3               |
| 5                                               | Alemanya      | 19,3              | Principals països productors de paper i cartró. | 15      | Espanya       | 5,4               |
| 6                                               | Finlàndia     | 13,1              | Principals països productors de paper i cartró. | 16      | Àustria       | 4,6               |
| 7                                               | Suècia        | 11,1              | Principals països productors de paper i cartró. | 17      | Índia         | 4,1               |
| 8                                               | Corea del Sud | 10,1              | Principals països productors de paper i cartró. | 18      | Mèxic         | 4,1               |
| 9                                               | França        | 9,9               | Principals països productors de paper i cartró. | 19      | Tailàndia     | 3,4               |
| 10                                              | Itàlia        | 9,4               | Principals països productors de paper i cartró. | 20      | Països Baixos | 3,3               |
| Font: Handelsblatt, «Die Welt in Zahlen» (2005) |               |                   |                                                 |         |               |                   |

## Varietats de paper
Per classificar les varietats s'han fet servir unes característiques diferencials: 	 
- El tipus de pasta de paper
- El temps de trituració
- Els additius utilitzats
- El procés d'assecatge
- Els acabats de superfície

Aquí hi ha una llista d'alguns dels tipus de papers més comuns:
- Paper vidre o paper cristall: Paper translúcid, molt llis i resistent als greixos, fabricat amb pastes químiques molt refinades i subsegüentment calandrat. És un similsulfurizat de qualitat superior fortament calandrat. La transparència és la propietat essencial. Paper rígid, bastant efectiu, amb poca mà, sensible a les variacions higromètriques. A causa de la seva impermeabilitat i la seva bella presentació, s'empra en empaquetatge de luxe, com en perfumeria, farmàcia, confiteria i alimentació. Vivament competit pel celofan o les seves imitacions.[25]
- Paper d'estrassa: Paper fabricat principalment a partir de paper recuperat (paperot) sense classificar.[26]
- Paper lliure d'àcid: En principi, qualsevol paper que no contingui cap àcid lliure. Durant la seva fabricació es prenen precaucions especials per eliminar qualsevol àcid actiu que pugui estar en la composició, per tal d'incrementar la permanència del paper acabat. L'acidesa més comuna prové de l'ús d'alumini per a precipitar les resines de colofònia usades en l'encolat, dels reactius i productes residuals del blanqueig de la pasta (clor i derivats) i de l'absorció de gasos acídics (òxid de nitrogen i sofre) d'atmosferes contaminades circumdants. Un procés de fabricació de paper àcid és incompatible amb la producció de papers duradors.[27]
- Paper Kraft: Paper d'elevada resistència fabricat bàsicament a partir de pasta química segons el procés Kraft (al sulfat). Pot ser cru o blanquejat. De vegades i en alguns països es refereix al paper fabricat essencialment amb pastes crues kraft de fustes de coníferes. Els crus s'usen àmpliament per embolcalls i embalatges i els blanquejats, per a comptabilitat, registres, actes, documents oficials, etc.[28]
- Paper liner: Paper de gramatge lleuger o mitjà que s'usa a les cobertes, cares externes, dels cartons ondulats. Es denomina kraftliner quan en la seva fabricació s'utilitza principalment pasta al sulfat (kraft) verge, crua o blanquejada, normalment de coníferes. La qualitat en la fabricació s'utilitzen fibres reciclades es denomina testliner, sovint constituït per dues capes.[29]
- Paper (cartó) multicapa: Producte obtingut per combinació en estat humit de diverses capes o bandes de paper, formades separadament, de composicions iguals o diferents, que s'adhereixen per compressió i sense la utilització de cap adhesiu.[30]
- Paper pergamí vegetal: Paper sulfuritzat veritable.[31]
- Paper simil-pergamí: Paper sulfuritzat veritable.
- Paper similsulfurizat: Paper exempt de pasta mecànica que presenta una elevada resistència a la penetració per greixos, adquirida simplement mitjançant un tractament mecànic intensiu de la pasta durant l'operació de refinat, que també produeix una gelatinització extensiva de les fibres. La seva porositat (permeabilitat als gasos) és extremadament baixa. Es diferencia del sulfuritzat veritable que en submergir en aigua, durant un temps suficient, variable segons la qualitat, el símil perd tota la seva resistència mentre que el sulfuritzat conserva la seva solidesa almenys en part.
- Paper sulfuritzat: Paper que té com a propietat essencial la seva impermeabilitat als cossos grassos i, així mateix, una alta resistència en humit i bona impermeabilitat i resistència a la desintegració per l'aigua, fins i tot en ebullició. La impermeabilització s'obté passant el full de paper durant uns segons per un bany d'àcid sulfúric concentrat (75%, 10 °C) i subsegüent eliminació de l'àcid mitjançant rentat. Al contacte amb l'àcid, la cel·lulosa es transforma parcialment en hidrocel·lulosa, matèria gelatinosa que obstrueix els porus del paper i el torna impermeable.[32]
- Paper tissú: Paper de baix gramatge, suau, sovint lleugerament Crespo en sec, compost predominantment de fibres naturals, de pasta química verge o reciclada, de vegades barrejada amb pasta d'alt rendiment (químic-mecàniques). És tan prim que difícilment es fa servir en una simple capa. Depenent dels requeriments se solen combinar dues o més capes. Es caracteritza per la seva bona flexibilitat, suavitat superficial, baixa densitat i alta capacitat per absorbir líquids. Es fan servir per a fins higiènics i domèstics, com ara mocadors, tovallons, tovalloles i productes absorbents similars que es desintegren en aigua.[33]
- Paper permanent: Un paper que pot resistir grans canvis físics i químics durant un llarg període (diversos centenars d'anys). Aquest paper és generalment lliure d'àcid, amb una reserva alcalina i una resistència inicial raonablement elevada. Tradicionalment la comunitat cultural ha considerat crucial utilitzar fibres d'alta puresa (lli o cotó) per assegurar la permanència del paper. Avui dia, es considera que s'ha de posar menys èmfasi en el tipus de fibra i més sobre les condicions de fabricació. Un procés de fabricació àcid és incompatible amb la producció de papers permanents.[34]
- Paper fluting: Paper fabricat expressament per a la seva ondulació per donar-li propietats de rigidesa i amortiment. Normalment fabricat de pasta semiquímiques de frondoses (procés al sulfit neutre, NSSC), pasta d'alt rendiment de palla de cereals o paper recuperat, s'usa en la fabricació de cartons ondulats.[35]
- Paper de fumar

## Propietats
- Durabilitat: La durabilitat expressa principalment la capacitat del paper per complir les seves funcions previstes durant un ús intensiu i continuat, sense referència a llargs períodes d'emmagatzematge. Un paper pot ser durable (en resistir un ús intensiu durant un temps curt) però no permanent (a causa de la presència d'àcids que degraden lentament les cadenes cel·lulòsiques).[36]
- Estabilitat dimensional: Capacitat d'un paper o cartó per retenir les seves dimensions i la seva planitud quan canvia el seu contingut en humitat, per exemple, sota la influència de variacions en l'atmosfera circumdant. Un alt contingut en hemicel·luloses promou l'inflament de les fibres i la seva inestabilitat.[37]
- Mà o densitat aparent: Terme aplicat a un paper que expressa la relació entre el seu gruix i el gramatge. El seu valor disminueix quan augmenten la compactació i la densitat del full.[38]
- Permanència: Es refereix a la retenció de les propietats significatives d'ús, especialment la resistència mecànica i el color, després de prolongats períodes. Un paper és permanent quan reté les seves característiques inicials. Un paper pot ser permanent (reté les seves característiques inicials) però no durador, degut, per exemple, a la seva baixa resistència inicial.
- Resiliència: Capacitat del paper per retornar a la seva forma original després d'haver estat corbat o deformat. La presència de pasta mecànica en la composició confereix aquesta propietat.
- Carteig: Combinació de tacte i so que produeix un full de paper quan s'agita manualment.[39]

## Aplicacions
El paper és utilitzat en un gran nombre d'ocasions. A part de les més habituals (escriptura, impremta), n'hi ha alguns usos curiosos: 	 
- Per a la papiroflèxia.
- Portes. Algunes portes de baixa qualitat consten de dues xapes de fusta i a l'interior tenen unes cel·les fetes de paper que els donen consistència.
- Decoratiu per a la fusta.
- Paper moneda. És un paper complicat de fabricar, i molt complicat d'imitar. Es fabrica amb un gran percentatge de pasta de cotó. Se li afegeixen fibres especials que brillen amb la llum ultraviolada, i se li apliquen filigranes o marques a l'aigua.
- Per fer vestits de paper.
- El paper de croquis és un tipus de paper de poc gramatge, blanc, mat o setinat, que s'utilitza per prendre apunts gràfics, per anotar mesures i per fer esbossos i croquis a mà alçada. El format més habitual és A4.
- Paper pintat, per decorar parets.[40][41]

## Reciclatge

### Antecedents

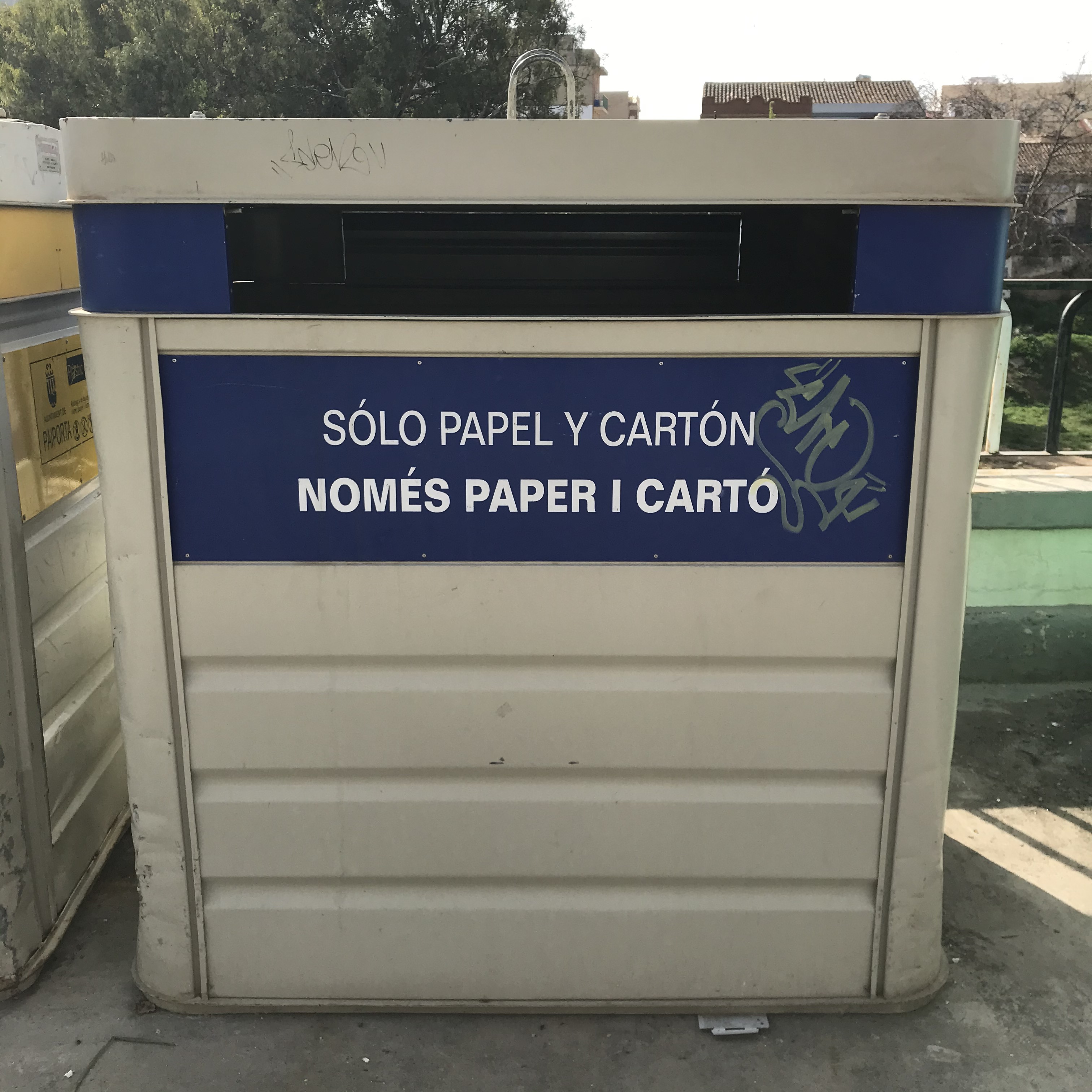
Contenidor de paper i cartó

Encara que antigament s'obtenia paper d'altres plantes (incloent-hi el cànem del qual s'extreu una cel·lulosa d'alta qualitat), la major part del paper es fabrica a partir dels arbres. Per fabricar un quilogram de paper convencional s'utilitzen cent litres d'aigua.
Amb paper i cartó es fabriquen:
- Bosses de paper per a diversos usos.
- Caixes de cartolina per a diversos usos.
- Caixes de cartó corrugat.
- Safates de cartó i cartolina per a rebosteria i per a paquets de begudes.
- Paper per impremtes, oficines i molts tipus més.

En el món, la indústria consumeix al voltant de 4.000 milions d'arbres cada any, principalment pi i eucaliptus. Les tècniques modernes de fabricació de pastes papereres utilitzen espècies molt específiques d'aquests arbres.
El consum de paper i cartó a l'Argentina arribà a 42 kg per persona a l'any, en Estats Units, 300 kg per persona a l'any, i a la Xina i l'Índia 3 kg per persona a l'any.
A Xile es produeixen entre 450 i 500 mil tones de paper l'any i es recupera al voltant del 47%. La indústria de la cel·lulosa i el paper utilitza un terç de la producció nacional de fusta.
Amb el reciclatge s'estalvia entre un 30% i un 55% d'energia en el procés de fabricació, depenent del paper utilitzat i la qualitat final desitjada.

### El reciclatge del paper i cartó
El paper de rebuig o paperot pot ser triturat i reciclat diverses vegades. No obstant això, en cada cicle, del 15 al 20 per cent de les fibres es tornen massa petites. La indústria paperera recicla els seus propis residus i els que recull d'altres empreses, com els fabricants d'envasos i embalatges i les impremtes.
El paper i el cartró es recullen, se separen i posteriorment es barregen amb aigua per a ser convertits en pasta de paper. La pasta de menor qualitat s'utilitza per fabricar caixes de cartó. Les impureses i algunes tintes s'eliminen de la pasta de millor qualitat per a fabricar paper reciclat per a impressió i escriptura. En altres casos, la fibra reciclada es barreja amb pasta nova per elaborar productes de qualitat superior.

Un dels sectors industrials que ocupa gran quantitat de material de rebuig és la fabricació de paper i cartó. Fins a 70% de la producció catalana es fa de fibres reciclades.

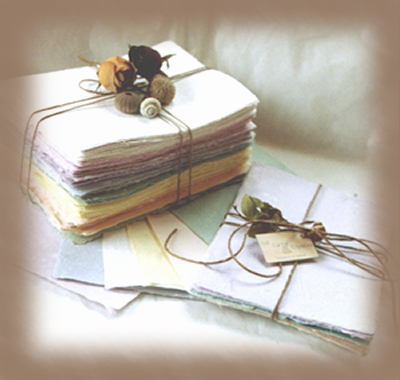
Paper artesanal.

### Accions per als consumidors
El més important és comprar productes que estiguin mínimament embolicats. És possible promoure la reutilització, la reducció i el reciclatge de les caixes i altres envasos i embalatges, així com incentivar les organitzacions de les comunitats, als supermercats, escoles i botigues, a la instal·lació de programes de reciclatge de paper i cartó.

## Museus dedicats al paper
- Museu Molí Paperer de Capellades:[44] situat a Capellades, l'Anoia, instal·lat a un molí paperer del segle xviii. Mostra el procediment de fabricació artesana del paper i maquinària, utillatge, paper i documents.

- Museu Valencià del paper:[45] situat a Banyeres de Mariola, l'Alcoià, destaca l'espai dedicat al paper de fumar, una activitat molt important a la zona en el passat.

- Museu de Vestits de Paper: Situat a Mollerussa, el Pla d'Urgell, provisionalment instal·lat a unes galeries comercials, dedicat als vestits de paper. És previst que ocupi la seva seu definitiva al costat del Teatre L'Amistat a finals del 2009.

- Museu suís del paper, l'escriptura i la impremta (Schweizerisches Museum für Papier, Schrift und Druck) de Basilea.[46]